# Topographischer Atlas des Königreiches Bayern

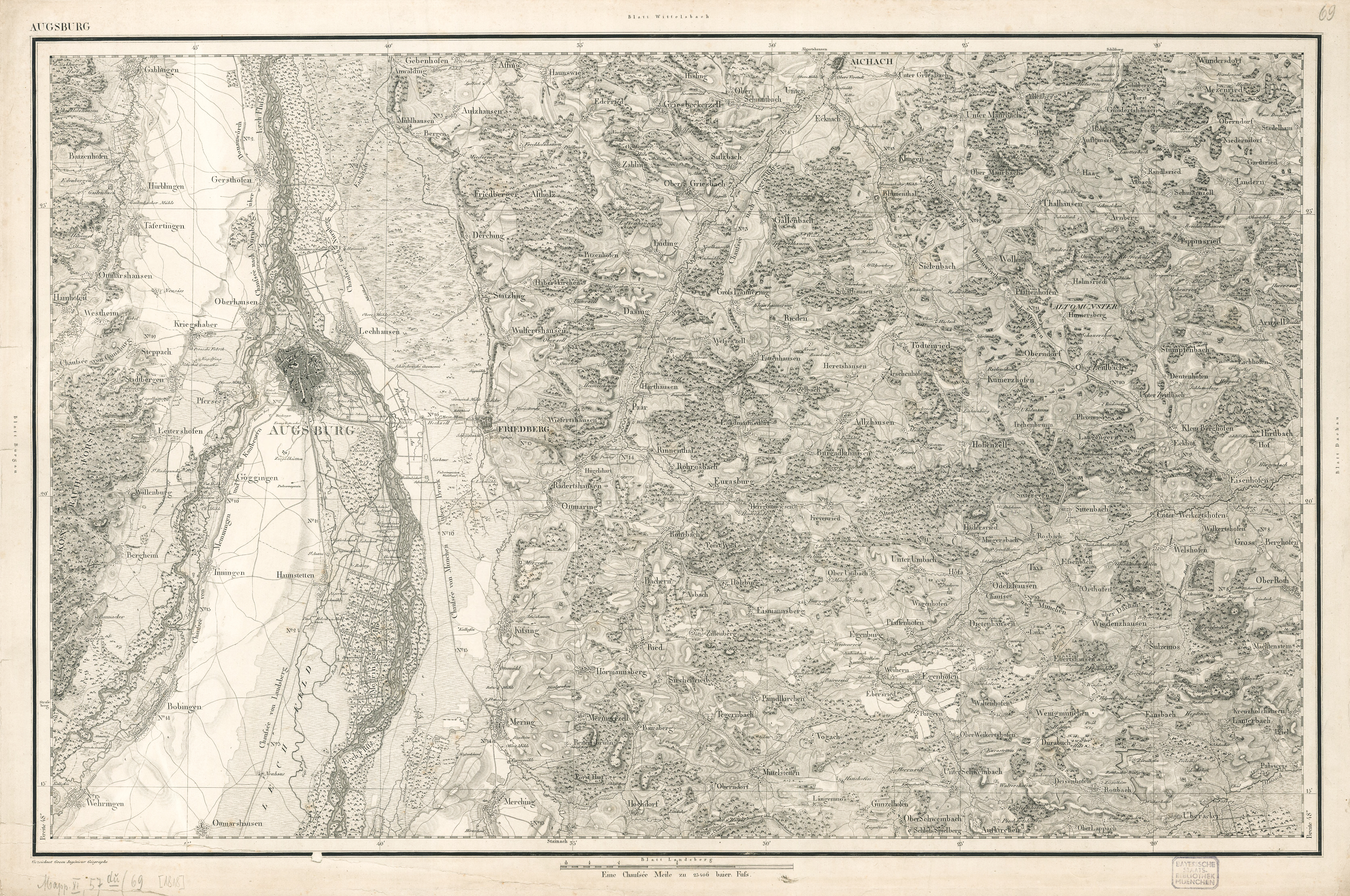
Augsburg – Ausschnitt eines Blattes das Topographischen Atlas

Der Topographische Atlas des Königreiches Bayern ist ein Kartenwerk, das vom Topographischen Bureau des königlich bayerischen Generalstabes seit 1812 bearbeitet und 1867 herausgebracht wurde.
Es enthält den Titel, eine Übersicht mit Zeichenerklärung und 112 Kartenblätter des Königreichs Bayern einschließlich der Pfalz im Maßstab 1:50.000. Die Kartenblätter sind als Kupferstiche ausgeführt. Jedes Blatt stellt in der Bonneschen Projektion ein Gebiet von 40 km Breite dar. Geländeformen wurden durch Schraffen dargestellt.
Es wurde auf der Basis der von Johann Georg von Soldner 1808 erneut vermessenen Hauptdreiecksnetzpunkte erstellt. Der Atlas verwendete den bayerischen Nullmeridian der Sternwarte Bogenhausen, wobei der Längenunterschied zum Ferro-Meridian angegeben wurde. Zunächst wurden inselförmige Geländeaufnahmen von München und Wolfratshausen im Maßstab 1:28.000 als Stichvorlage benutzt, ab 1817 benutzte man verkleinerte Katasterkarten. 1867 lag das Kartenwerk vollständig vor.
Auf der Weltausstellung in London 1862 wurde es mit einer Goldmedaille ausgezeichnet.
In der Folgezeit bildeten die laufend aktualisierten Kartenblätter die Grundlage für den bayerischen Teil der Karte des Deutschen Reiches (Generalstabskarte) im Maßstab 1:100.000. Inhalt und Darstellungsart der Atlasblätter passten sich danach den Erfordernissen der Zeit an. Erst Mitte der 1950er Jahre wurden sie durch die moderne Topographische Karte 1 : 50.000 (TK50) abgelöst.